# Quarto Abeunte Saeculo
 Quarto Abeunte Saeculo  è un'enciclica di papa Leone XIII, datata 16 luglio 1892, scritta all'Episcopato di Spagna, Italia e delle due Americhe, e dedicata al IV Centenario della scoperta dell’America ad opera di Cristoforo Colombo.